# Chien noir
Pour les articles homonymes, voir Chien noir (artiste).
 (janvier 2021).
Un chien noir est un spectre canin présent principalement dans le folklore britannique. Ils sont synonymes de dépression dans le langage populaire depuis que Samuel Johnson a, le premier, comparé la dépression à un chien noir.

## Légende
C'est aussi une créature nocturne. Son apparition ou ses aboiements étaient considérés comme un présage de mort. Il est vu comme une sorte de gros chien sauvage semblable à celui d'un chien domestique mais de très grande taille, à épaisse fourrure noire et doté d'yeux rougeoyants, de grandes dents et griffes acérées. Il se dégage de lui une impression de froid, de découragement, et de désespoir, ce qui justifie l'imprécision des descriptions le concernant. Il semblerait que son nom provienne du mot anglais Gallytrot (sorte d'étrange chien à apparence démoniaque et zombique). Ainsi, le surnom « chien noir » proviendrait de « Black Gallytrot ».
Les apparitions du chien noir sont souvent associées à des orages (comme celle de Bungay, dans le Suffolk). Elles se situent souvent dans les carrefours, les cimetières, les lieux de l'exécution et sur les voies antiques. Cependant, au pays de Galles, elles se limitent à la mer, et aux paroisses du littoral. Sur la côte du Norfolk, la créature est censée être amphibie, sortant de la mer pour voyager de nuit sur les voies isolées.
Les origines du mythe du chien noir sont difficiles à discerner. Il est impossible de déterminer si c'est de la culture celtique ou germanique, dans l'un des contes des Frères Grimm, The Three Little Birds, que vient cet élément dans la culture britannique. Depuis toujours, dans la mythologie européenne, les chiens ont été associés à la mort. On citera à ce propos Cŵn Annwn, Garm et Cerbère, qui ont tous été, en quelque sorte, les gardiens du monde souterrain, ainsi que Anubis chez les égyptiens. Cette association semble être due à la manie de creuser que manifestent les chiens. Il est possible que le chien noir soit le dérivé moderne de ces croyances.
Les chiens noirs sont presque toujours malveillants, mais quelques-uns seulement (comme les Barghest) sont directement dangereux. La plupart ne sont en eux-mêmes qu'un signe de la mort, associé d'une façon ou d'une autre au diable. Certains, cependant, comme les chiens Gurt à Somerset et le chien de la pendaison Hills (ci-dessous) peuvent parfois agir avec bienveillance.

## Les chiens noirs par régions
Les chiens noirs les plus connus sont sans doute le Barghest du Yorkshire et le Black Shuck d'East Anglia.
Diverses autres formes sont comptabilisées dans le folklore :

### Angleterre
- Dans le Lancashire, il existe un spectre chien nommé Gytrash, Corbeille Striker ou Shriker ou encore Skelkill (Skelkill est le nom le plus répandu dans toute l'Angleterre).
- Le Tambour du Tedworth se manifeste parfois sous la forme d'un chien noir.
- À Tring, dans le Hertfordshire, on prétend qu'un violent chien noir aux yeux rouges hanterait le milieu de la place où se situait anciennement le gibet. Localement, on le désigne sous le nom de Lean Dog, et on prétend qu'il est l'esprit d'un ramoneur exécuté pour meurtre. Lorsqu'il est approché, le maigre chien s'enfonce dans le sol.
- Le chien Gurt de Somerset est un exemple de chien noir bienveillant. On disait que les mères permettraient à leurs enfants sans surveillance de jouer sur les Quantock Hills, car elles estimaient que le chien Gurt les protégeait. Il accepterait également d'accompagner les voyageurs isolés dans la région, agissant comme un protecteur et guide.
- Il existe également un mythe concernant un chien noir à Winchester, Hampshire.
- Le Padfoot de Wakefield est un exemple de chien noir. Le nom Padfoot vient du Gaélique "badda fuath" qui veut dire chien fantôme[2].
- On dit qu'un chien noir hante la prison de Newgate depuis plus de 400 ans, et qu'il apparaît avant les exécutions. Selon la légende, en 1596, un homme du nom de Scholler a été envoyé à la prison pour sorcellerie, mais a été tué et mangé par des prisonniers mourant de faim avant qu'il n'ait reçu un procès. On dit que le chien est apparu peu de temps après, et bien que les hommes terrifiés aient tué leurs gardes et se soient échappés, on dit que la bête traqua chacun des meurtriers et se vengea d'eux.
- Un chien noir apparaît dans le port de Penzance comme messager de la mort de quelqu'un. La victime est la seule à voir le chien, qui est décrit comme étant de taille d'un Labrador.

### Belgique
- Dans le folklore de la commune bruxelloise de Woluwe-Saint-Lambert, la légende du chien noir mêle superstitions et contes anciens. Un esprit aquatique habite la rivière Woluwe, dans le parc Malou. Le soir, cet esprit se change en un immense chien noir qui effraie les passants[3].

### Îles anglo-normandes et île de Man
- Sur l'île de Man, il est nommé Mauthe Doog, ou Moddey Dhoo (chien noir en mannois). On prétend qu'il aime hanter les environs de Peel Castle. Les gens de l'île croient que quiconque voit clairement le chien mourra peu de temps après la rencontre. Il est mentionné par Sir Walter Scott dans The Lay of The Last Minstrel.
- Sur l'île Anglo-Normande de Guernesey, il existe deux chiens noirs. L'un, Tchico (dont le nom est composé de tchi et coh, deux mots de la langue normande signifiant chien), est sans tête. Il est censé être le fantôme d'un ancien bailli de Guernesey, Gaultier de La Salle, qui fut pendu sur de fausses accusations. L'autre chien est connu sous le nom de Bodu ou tchen Bodu (tchen signifiant chien en guernesiais). Son apparition, se déroulant le plus souvent dans le Clos du Valle, annonce la mort de l'observateur ou d'un de ses proches. De nombreuses autres apparitions ont été décrites, généralement dans des endroits dont le nom est issu du mot « bête ».
- Dans le folklore jersiais, le chien noir, présage de mort, est aussi appelé le Tchico, mais une légende liée au Tchian d'Bouôlé (chien du Boulay, dans La Trinité), fait état d'un chien fantôme dont l'apparition présage des tempêtes dans l'avenir. La propagation de l'histoire aurait été encouragée par les contrebandiers qui voulaient décourager la navigation des habitants pendant leur trafic, afin d'éviter qu'il y ait des témoins lors de l'arrivée de produits de contrebande.
- Sur le continent, en Normandie, le chien noir est nommé le Rongeur d'Os.

### Pays de Galles
- L'homologue du chien noir au pays de Galles était le gwyllgi, le « chien des ténèbres », une effroyable et funeste apparition dotée d'un souffle puissant et de flamboyants yeux rouges.
- Il existe également un chien magique (qui n'est pas censé être noir mais plutôt d'un blanc éclatant selon les sources médiévales), nommé Cŵn Annwn, relié grâce à ses pouvoirs à l'au-delà paradisiaque d'Annwn.

### États-Unis
- Aux États-Unis, deux chiens noirs sont censés parcourir la région située du milieu au nord du Tennessee près du comté de Macon. La légende veut que deux chiots noirs aient été adoptés par un cruel agriculteur qui était si mauvais que le diable ne l'autorisa pas à entrer en enfer, mais lui offrit le poste de chasseur de voyageurs solitaires, qu'il pouvait officier après minuit. Certains témoignages indiquent que la mort survient rapidement après la vue des deux animaux ; d'autres affirment que la mort arrivera des jours, des mois, ou des années après avoir aperçu les démoniaques créatures. D'autres affirment que la mort ne suit pas du tout, mais que quelque chose de « mauvais » arrivera à quelqu'un à proximité de ceux qui ont eu les yeux fixés sur le couple de chiens. Enfin, certains récits sautent le maléfique agriculteur et déclarent que le chien a plusieurs têtes et est, en réalité, le chien Cerbère, qui garde les portes de l'enfer. Cette histoire pourrait avoir été mise en place pour répondre aux demandes que certains sataniques ont fait sur le comté.
- Le chien noir de la pendaison de Meriden Hills, dans le Connecticut, est unique en ce qu'il ne prend pas la forme d'un grand chien redoutable. Il ressemble à un mignon petit chiot noir à l'air triste. Il ne laisse pas de traces et ne fait aucun bruit, même quand il semble hurler ou aboyer joyeusement. Il semble également profiter du spectacle que lui offre la société humaine, un peu ironiquement. Voir le chien noir de la pendaison Hills une fois est censée être un présage de chance, le voir deux fois est un présage de malchance et le voir trois fois signifie la mort.
- On prétend que des chiens noirs aux yeux jaunes incandescents sont à l'affût le long de la route américaine 666, pour déchiqueter les pneus des automobilistes avec leurs dents.
- On prétend qu'un chien noir aux yeux rouges, marchant sur ses pattes arrière, apparaît de temps à autre le long de la route Sleepy Hollow, à Long Island, à New York. Le contact visuel avec lui déclenche le décès de l'intéressé dans un délai d'un mois.

### Amérique latine
En Amérique latine, on parle parfois du "Cadejo", un grand chien noir avec des yeux flamboyants qui protège ou hante ceux qui errent seuls la nuit.

## Dans la culture populaire
- Lors de sa promenade sur le chemin de Hay, Jane Eyre croit apercevoir le Gytrash en la forme du chien puis du cheval de Mr.Rochester. Le Gystrash est un chien noir qui apparaît aux promeneurs solitaires pour les hanter. Selon la légende, il peut également prendre la forme d'un cheval, d'une mule ou d'une grue.
- L'un des plus célèbres chiens noirs dans la fiction est le Chien des Baskerville du livre du même nom de Sir Arthur Conan Doyle. Dans le livre, le méchant utilise la légende ancienne d'un chien fantomatique qui hanterait la famille Baskerville dans son plan pour meurtre.
- Trelawney fait mention de ce mythe dans ses Mémoires d'un gentilhomme corsaire (éd. Libretto, p. 201).
- J. K. Rowling s'est très certainement inspirée du chien noir pour inventer le Sinistros apparaissant dans le livre Harry Potter et le Prisonnier d'Azkaban[réf. nécessaire]. Ainsi le personnage Sirius Black qui incarne le Sinistros tient son nom de l'étoile Sirius de la constellation du Grand Chien et de Black, noir en anglais.
- Lors de la série Amos Daragon, Bryan Perro s'est inspiré du chien noir pour créer les molosses hurlants[réf. nécessaire].
- Dans l'épisode 8 de la saison 2 de la série télévisée Supernatural il est fait référence au Chien noir. Dans la série le chien noir est aussi un présage de mort; il tue des personnes ayant contracté un pacte avec le démon qui le dirige[réf. nécessaire].
- Dans la saison 5 de Teen Wolf, on apprend que Jordan Parrish est un chien de l'enfer aussi appelé un chien noir et gardien de l'ordre surnaturel.
- Dans Gunnm (Tome 5) Zapan fait prendre la forme du "black shuck" à l'éléctricité.
- Il est mentionné dans le film Black Dog de 1998 réalisé par Kevin Hooks.

### Dans la musique
- Le Chien Noir apparaît aussi dans la chanson Black Shuck du groupe britannique The Darkness, dans leur album Permission to Land.
- Le chanteur britannique Jamie T fait mention du Chien Noir dans son morceau "They Told Me It Rained". Il y est question de "nourrir le Chien Noir", le Chien Noir incarnant probablement la dépression du personnage de la chanson.